# Idioma wapishana
El huapishana o wapishana (portugués uapixana o wapixana) es una lengua de la familia lingüística arawak hablada por los uapixanas en Brasil y Guyana.
La lengua está estrechamente emparentada con otras variedades arahuacas, como el mapidiano. De hecho, Kaufman (1994) considera que el wapishana, el atorada y el mapidiano como dialectos de la misma lengua. Aikhenvald (1999) coloca como lengua aparte al mapidiano. Ethnologue (2009) señala que el atorada tiene una similitud léxica del 50% con el wapishana y del 20% con el mapidiano, y que el wapishana y el mapidinao tienen una similitud léxica del 10%. Henri Ramirez (2020) clasificó al wapishana dentro del grupo arawak central.

## Descripción lingüística

### Gramática
Esta sección se centra en la morfología, los sufijos de wapishana fueron analizados por (Ramirez 2019: 555):. En primer lugar se tiene una clase de sufijos capaces de convertir un nombre gramaticalmente dependiente en un nombre independiente o viceversa:
| Wapishana | GLOSA             |
| --------- | ----------------- |
| -i        | independendizador |
| -ni, -ɻi  | dependendizadores |

Luego se encentran los siguientes sufijos nominales:
| Wapishana | GLOSA            |
| --------- | ---------------- |
| -naʊ      | plural           |
| -ii       | locativo         |
| -i-ti     | alativo (“para”) |
| -i-ki     | ablativo (“de”)  |
| -ʔa       | en, sobre        |
| -ta, -ana | a lo largo de    |
| -dani     | diminutivo       |
| -ɨ        | líquido          |

Los sufijos relacionadores o sufijos subordinantes:
| Wapishana              | GLOSA                           |
| ---------------------- | ------------------------------- |
| -ʔa-ti                 | para (beneficiario, direcional) |
| -idi, -iɟaʔan          | con (instrumental)              |
| -tima                  | con (comitativo)                |
| -dikiniʔ-ii            | por causa de                    |
| -ʔai                   | de (separativo)                 |
| -paawa-ʔa              | en cima de                      |
| -waranɨ                | abajo de                        |
| -da-nʊma               | al lado de                      |
| -naɻʊ-ii               | dentro de                       |
| -baʊkʊ                 | dentro de (água)                |
| -ʃaawata, kawana-ʔati  | através de, por                 |
| -kanaapɨ-ii, paʔinamɨn | en frente de                    |
| -dawɨn-ii              | atrás de                        |
| -daawa-ii, -daɻaba-ii  | al lado de                      |
| -sakoda-ii, -bii-ʔa    | entre, en medio de              |

Algunos sufijos verbales son:
| Wapishana           | GLOSA                           |
| ------------------- | ------------------------------- |
| -kida, -dana, -pana | causativo                       |
| -aaka               | recíproco                       |
| -nii                | futuro, potencial               |
| -ʔaka               | pasado, perfectivo              |
| -naa                | 'ya, ahora'                     |
| -n(i)               | subordinativo, progresivo       |
| -aan                | no-continuo                     |
| -ɨ                  | iterativo                       |
| -ʔaɻʊʊ              | desiderativo                    |
| -in / -i͂i͂           | reflexivo                       |
| -kaʊ                | pasivo                          |
| -ʔana               | intencional                     |
| -naka               | completivo                      |
| -ta                 | inceptivo, télico, semelfactivo |
| -pa                 | permansivo                      |
| -dʊnʊ               | 'cuando' (en subordinadas)      |
| -ɨɻʊ                | habitual                        |
| -kiɻi               | permisivo                       |

Adjetivizadores e nominalizadores:
| Wapishana             | GLOSA                      |
| --------------------- | -------------------------- |
| ka-                   | positivo                   |
| -ʔʊ(ra), -ɻiwɨ / -ɻiʊ | nominalizador: agente      |
| -kina, -ribai         | nominalizador: instrumento |
| -ka-rɨ                | participio presente        |
| ma-                   | negativo                   |
| -nii, -(m)iki         | nominalizador: paciente    |
| -kiɻ(a)i              | nominalizador: lugar       |
| -ka-riwai             | participio pasado          |

### Enlaces exteriores
- Vocabulário uapixana - Schuller (1911)
- Wapixana em Ethnologue
- Wapichana em Pob.Socioambiental
- Wapixana em Omniglot.com
- Wapixana em native Languages

- Datos: Q3450493